# 57 (عدد)
57 (سبعة وخمسون) هو عدد صحيح  يلي العدد 56 ويسبق العدد 58 وهو عدد طبيعي موجب بالإضافة انه عدد فردي